# Arc Mouse
Arc Mouse（アークマウス）はマイクロソフトが開発、製造したポータブルマウス。  
モバイルデバイス用に開発されたこのマウスは、同社のSurfaceと連携するように設計された。 Arc Mouseは折り畳み可能で、他のマウス同様スクロール機能が含まれている。最初の製品は2008年に発売された。 

## バージョン

### Arc Mouse
2008年に発売された最初の製品で、MicrosoftはArc Mouseをファッション性の高いポータブルマウスとして位置付けた。カラーバリエーションは黒と赤のみ、折り畳み式のデザインが特徴。2.4 GHzのワイヤレス式のレーザーマウス。 

### Arc Touch Mouse
次の製品であるArc Touch Mouseは、デザインとメインインターフェイスポイントを変更し、2010年に発売された。携帯用の折り畳み機能の代わりに、Touch Mouseは湾曲した「使用時」の形状から平らになる。前の世代でのスクロールホイールの代わりに、第2世代ではスクロール用の静電容量式タッチストリップを備えている。 タッチストリップは速度に敏感で、3つのボタン（ページアップとページダウン用にそれぞれ1つ、プログラム可能）が含まれ、 触覚フィードバックを備えている。 

### Arc Touch Bluetooth Mouse
Surfaceに合わせ、MicrosoftはArc Touch Mouseのデザインを更新した。 新しいデザインはグレーで、新しいタッチストリップが特徴。 Bluetoothで接続される。 

### Surface Arc Mouse / Microsoft Arc Mouse
2017年にSurfaceラップトップと共に発表されたSurface Arcマウスは、ボタンとタッチストリップを大きな静電容量式タッチ面に置き換え、新しいラップトップとあわせて利用できる。2019年12月現在、Microsoft Storeで69.99ドル（日本円で7410円）で入手できる。